# Аделиза Лувенская
Адели́за Луве́нская (англ. Adeliza of Leuven, фр. Adélaïde de Louvain, нем. Adelheid von Löwen; около 1103/1109 — 24 апреля 1151) — вторая жена английского короля Генриха I, дочь герцога Лотарингии графа Лувена Готфрида I Бородатого и Иды де Шини. Была выбрана в жёны в юном возрасте недавно овдовевшим королём, чтобы родить ему наследника, поскольку его единственный законнорождённый сын утонул. Однако брак так и остался бездетным. В отличие от предыдущей жены Генриха I, Аделиза почти не принимала участия в политической жизни королевства, хотя в первые годы брака и сопровождала его в поездках по стране и в Нормандию. Сразу после свадьбы она получила обширные владения, часть из которых последующие супруги английских королей считали принадлежавшими им по праву жены монарха.
После смерти мужа Аделиза сохранила управление владениями с центром в Арунделе, а позже вышла замуж вторично — за Уильяма д’Обиньи (Альбини), сына придворного первого мужа, позже получившего титул графа Арундела. В этом браке она родила минимум семерых детей. Хотя муж Аделизы был сторонником короля Стефана Блуаского, от которого получил графский титул, во время начавшейся гражданской войны она симпатизировала падчерице, императрице Матильде, предъявлявшей права на английский престол. Когда Матильда с армией высадилась в Англии, она была принята в замке Аделизы. Возможно, это произошло из-за того, что король незадолго до этого отобрал у Аделизы часть земель, пожалованных ей Генрихом I после свадьбы, в частности, богатого Уолтемского аббатства, передав их своей жене. Такие действия вызвали сильное недовольство Уильяма д’Обиньи, который всячески пытался вернуть утраченное. Вскоре замок был осаждён Стефаном, требовавшим выдать ему Матильду. Его брат Генри, епископ Уинчестерский, уговорил короля выпустить претендентку на престол и, заключив временное перемирие, выделить ей охрану для сопровождения в Бристоль, где находился её брат Роберт Глостерский. Хотя Аделиза выдала падчерицу только под условием обеспечения её безопасности, что позволило той сохранить свободу и продолжить борьбу, Матильда посчитала подобные действия предательством. Только спустя долгое время она возобновила отношения с мачехой. В дальнейшем Аделиза и её муж сохраняли верность Стефану.
Аделиза основала несколько монастырей и была покровительницей ряда аббатств, в том числе основанного её первым мужем Редингского аббатства, в котором тот был похоронен. Также она покровительствовала поэтам и литераторам. Последний год жизни Аделиза провела в Аффлигемском аббатстве около Брюсселя. Её потомками были графы Арундел и герцоги Норфолк, а также две королевы Англии XVI века — Анна Болейн и Екатерина Говард.
Аделиза Лувенская является одной из героинь опубликованного в 2011 году романа современной британской писательницы Элизабет Чедвик «Хозяйка Англии».

## Происхождение
По отцовской линии Аделиза происходила из Лувенского дома — аристократического рода, связанного родством с династией Каролингов. Её отец, Готфрид I Бородатый, был могущественным вассалом императора Священной Римской империи Генриха V и носил титулы герцога Нижней Лотарингии, ландграфа Брабанта, маркграфа Антверпена и графа Брюсселя и Лувена. Его владения включали в себя часть современной Бельгии (Нижний Брабант) и земли на востоке Франции.
Матерью Аделизы была первая жена Готфрида — Ида, дочь Оттона II, графа Шини. И отец, и мать Аделизы были потомками Карла Великого. Этот факт отмечали её потомки, однако неизвестно, имело ли подобное происхождение какое-то значение для современников.

## Детство

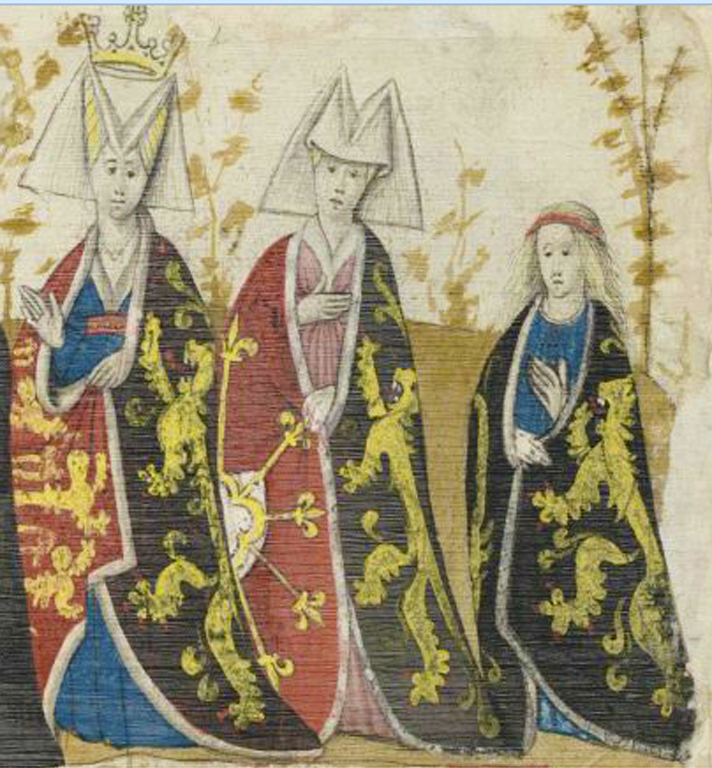
Дочери графа Лувена Готфрида I Бородатого. Миниатюра рукописи «Брабантcких деяний» Яна ван Бундале

Дата рождения Аделизы неизвестна, но во многих источниках упоминается, что она родилась около 1103 года. Как отмечает Луис Ханикатт, автор статьи о ней в «Оксфордском национальном биографическом словаре», это указание может быть достоверным, поскольку хронисты, сообщая о браке Аделизы с королём Генрихом I, называют её «puellam virginem» (с лат. — «молодая женщина брачного возраста»); кроме того, она после 1135 года не вышла из детородного возраста и родила семерых детей. Исследовательница Элисон Уэйр относит рождение Аделизы к 1109 году, полагая, что брачного возраста в 12 лет она достигла только в 1121 году, поэтому брак с королём Англии, о котором договорились в 1120 году, был заключён не сразу.
Много сложностей возникло у хронистов с написанием имени Аделизы. Нет какого-то одного устоявшегося варианта. В разных хрониках она указана как Аделиза, Аделид, Аделида, Аделизия, Адела, Адала, Аделаида, Адельгейт, Аделин, Аделина, Аэлиз, Ателиз, Алейда, Алиса, Алисия, Аализ и Аделидис. Французские и провансальские поэты называли её Элис, Аделаиз, а также «Аликс ла Белль» («красавица Аликс»).
О ранней биографии Аделизы практически ничего не известно. Её детство, вероятно, по большей части прошло в Лувенском замке, который был главным местопребыванием её отца, однако она, судя по сохранившимся источникам, бывала и в замке Куденберг в Брюсселе, а также в Антверпене.
До 1118 года отец Аделизы, герцог Готфрид, серьёзно враждовал с императором Генрихом V, однако в этом году они не только примирились, но и заключили союз. В 1119 году император помог герцогу вернуть Нижнюю Лотарингию. В этот период, по мнению Элисон Уэйр, Аделиза, возможно, находилась при императорском дворе, где познакомилась с женой Генриха V — императрицей Матильдой, дочерью своего будущего мужа.

## Внешность, характер и образование
Аделиза, вероятно, была необычайно красива. По словам Роберта Глостерского, когда Генрих I впервые увидел невесту, он заявил, что «по его сведениям на всей земле не видели женщину прекраснее». Восторженно отзываются о внешности Аделизы и другие хронисты. Один называет её «очаровательной женщиной», другой — «молодой женщиной необычайной красоты и благонравия». Одного из хронистов, Генриха Хантингдонского, красота девушки настолько поразила, что он процитировал написанную о ней элегию: 
О королева англичан, Аделиза,

что ввергла в изумление даже музу,

припомнившую прелести твои.

На что тебе, прекраснейшей, корона?

На что каменья драгоценные тебе?

Твоя краса их блеск и свет короны затмевает.

Оставь их в стороне, ибо природа уже украсила тебя,

а прелести, дарованные небом, нельзя улучшить.

Остерегайся украшений, они не приумножают блеска,

а лишь заимствуют твой свет.

Я не стыжусь преподнести тебе столь скромную хвалу,

так что молю, не устыдись назвать себя моею госпожою.
Кроме красоты Аделизы, хронисты восхваляют её «хороший нрав и скромные манеры».
Об образовании, полученном Аделизой, ничего не известно, но как минимум она получила формальное образование. Её родным языком был фламандский, но девушка понимала французский, и, возможно, и умела читать книги на нём. Поскольку впоследствии она покровительствовала французской поэзии, Луис Ханикатт считает, что уже в раннем возрасте она была знакома с литературой. Кроме того, Аделиза очень хорошо умела вышивать. Так, она вышила шёлком и золотом знамя для армии своего отца, когда он собирался вернуть свои владения в Нижней Лотарингии. Оно прославилось в христианском мире, но в 1129 году армия герцога Готфрида была разбита, а знамя было захвачено в качестве трофея и выставлено в соборе Святого Ламберта в Льеже; в праздничные дни его проносили по улицам города, пока во время Великой Французской революции собор не был разрушен.

## Первый брак
В 1118 году умерла Матильда Шотландская, жена английского короля Генриха I. У него было всего двое законнорождённых детей: сын Вильгельм Аделин и дочь Матильда (Мод), которая в то время была женой императора Генриха V, из-за чего её в источниках называли «императрица Матильда». Хотя первоначально Генрих I после смерти жены решил принять обет безбрачия, позже он изменил своё решение. Желая увеличить число возможных наследников мужского пола, которым он мог передать престол, король решил вторично вступить в брак.
В этот период к английскому королю обратился Готфрид Лувенский, предложив руку своей дочери Аделизы — «прекрасной девы Брабанта». Для герцога Нижней Лотарингии подобный брак был очень выгоден: кроме того, что Генрих I был свёкром императора, вассалом которого он был, можно было заключить оборонительный союз против общего врага — графа Фландрии Бодуэна VII, угрожавшего границам его владений. Хотя хронист Генрих Хантингдонский писал, что английский король выбрал Аделизу «из-за её красоты», по мнению Элисон Уэйр, брак имел для англичан и политические преимущества: он укреплял союз с императором Генрихом V, устанавливал связи с Нижней Лотарингией и укреплял позиции Генриха I в Северной Франции. По мнению историка, в переговорах о браке могла быть задействована и его дочь, императрица Матильда. Поскольку английский король в этот период нуждался в союзниках на контитенте, его советники поощряли укрепление связей со Священной Римской империей. Современные хронисты предлагали и другую версию, указывая, что Генрих I хотел, чтобы у него было больше детей, а также то, что его невеста обладала необходимыми моральными качествами и характером, чтобы стать королевой Англии. Иоанн Вустерский указывает, что король стремился к новому браку, чтобы «избежать порока и греха» — обвинения, связанного с его репутацией из-за многочисленных внебрачных связей. Л. Льюис считает, что эти свидетельства стоит рассматривать в более широком контексте XII века, в котором в Англии всего в течение восьми лет короли не имели супругов, в том числе в период 1118—1121 годов, поэтому «было немыслимо, если бы Генрих не искал новую жену».
Вероятно, что решение о браке было принято после долгих обсуждений короля и его советников. О планируемом браке Генрих I сообщил своему совету 6 января 1120 года. Эдмер Кентерберийский сообщает, что королевские советники согласились, что она обладает необходимой красотой, моралью и характером, чтобы стать королевой Англии.
Посланники Готфрида Лувенского прибыли в Лондон, чтобы обсудить условия брака, и 16 апреля 1120 года был подписан предварительный брачный контракт. По его условиям Генрих I отказывался от приданого и обещал невесте щедрый свадебный подарок. Аделиза была провозглашена «госпожой Англии», однако королевой она стала только после коронации.
Аделиза не сразу прибыла в Англию для заключения брака. По мнению Элисон Уэйр, это было связано с тем, что в 1120 году она ещё не достигла разрешённого церковными канонами брачного возраста в 12 лет. А в ноябре 1120 года во время крушения Белого корабля погиб Вильгельм Аделин — единственный законнорождённый сын короля Англии Генриха I. В результате английский король лишился наследника, которому присягнули бароны Англии и Нормандии, и встал вопрос о преемнике, поэтому второй брак стал для него весьма актуален.
Отпраздновав Рождество в Англии, Генрих I лично отправился за невестой, чтобы перевезти её через Ла-Манш. По сообщениям хронистов, впервые увидев Аделизу, он был впечатлён её красотой. В январе 1121 года они высадились в Дувре, а затем отправились в Виндзор, где и обвенчались в часовне Виндзорского замка. Хронисты Вильям Мальмсберийский и Иоанн Вустерский пишут, что архиепископ Кентерберийский Ральф д’Эскюр был в это время слаб здоровьем, поэтому попросил провести церемонию епископа Уинчестерского Гильома Жиффара. Однако Элисон Уэйр сомневается в истинности этого утверждения, указывая, что из-за права проведения брачной церемонии вспыхнул конфликт между архиепископом Кентерберийским и Роджером, епископом Солсбери, который настаивал на своём праве на основании того, что Виндзор перешёл в состав его епархии. Из-за этого был созван церковный совет, который постановил, что где бы ни находились король и королева, они являются прихожанами архиепископа Кентерберийского. В итоге венчание короля и Аделизы провёл Ральф д’Эскюр.

## Королева Англии

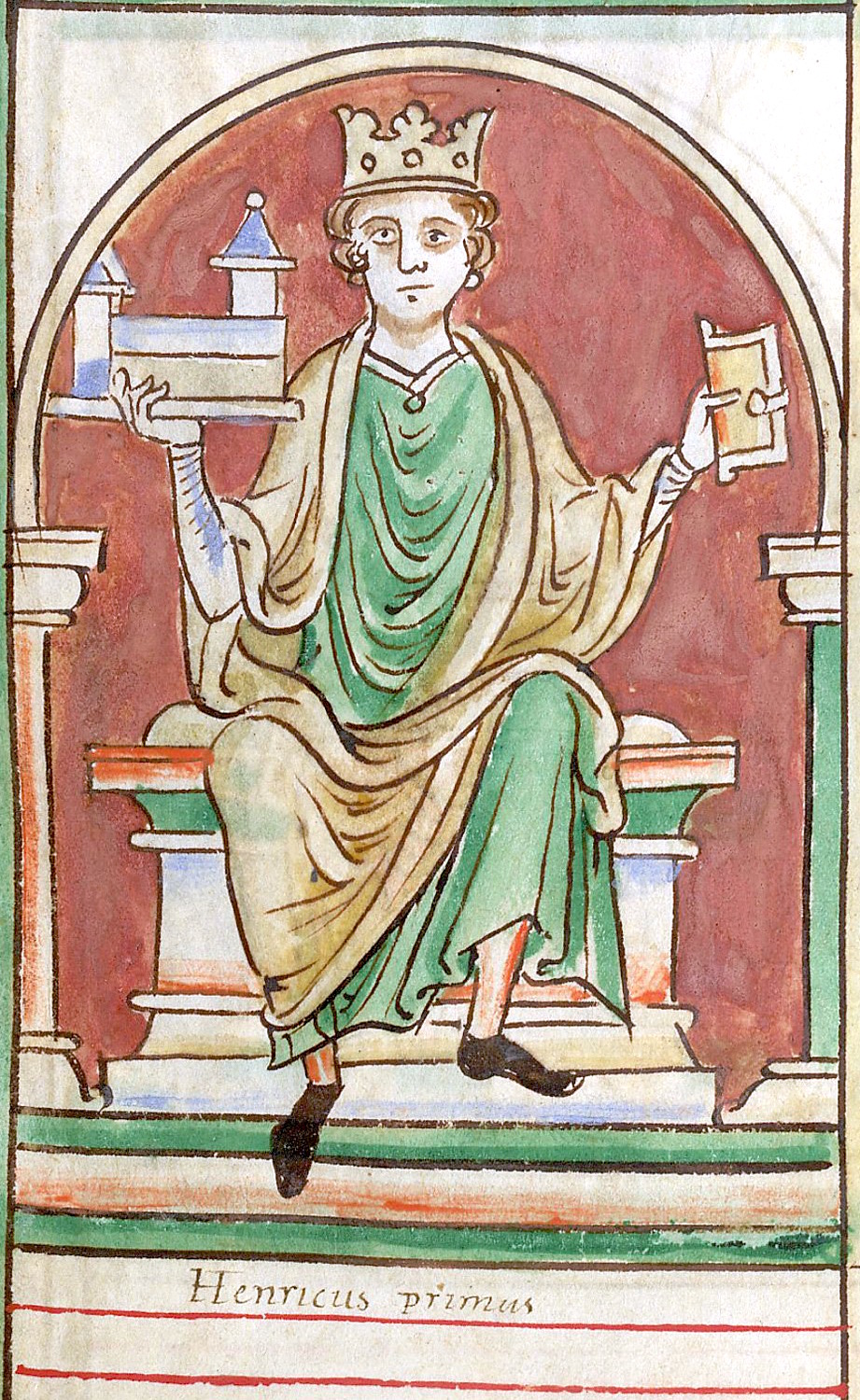
Генрих I держит в руках основанное им Редингское аббатство, в котором он был позже похоронен. Миниатюра из иллюстрированной хроники Матвея Парижского, середина XIII века

Англонормандская монархия в начале XII века
Монархия Генриха I
Прочие зависимые территории

Коронация Аделизы состоялась 30 января 1121 года в Вестминстерском аббатстве. На ней присутствовали все члены большого королевского совета. Чтобы наградить епископа Солсбери, король пригласил провести церемонию именно его. Иоанн Вустерский сообщает, что для того, чтобы гарантировать невмешательство архиепископа Кентерберийского, Роджер начал службу ранним утром. Однако Ральф д’Эскюр всё же встрял в церемонию: дождавшись, когда епископ возложит короны на головы Аделизы и Генриха I, он, пошатываясь, просеменил к алтарю, сорвал корону с головы короля и собственноручно водрузил обратно, а затем повторно короновал и Аделизу. После этого архиепископ рухнул без сил и попросил епископа Роджера завершить службу. Королева во время происходящего сохраняла спокойствие, «затмевая красотой сияние своего венца».
В отличие от первой жены Генриха I, королевы Матильды, Аделиза принимала мало участия в управлении королевством. Она заверила несколько хартий своего мужа в Англии и Нормандии, а также издала от своего имени короткий судебный приказ. Поскольку Генрих I постоянно держал Аделизу рядом с собой (она даже сопровождала его во время поездок в Нормандию в 1125, 1129 и, вероятно, 1131 годах), она никогда не назначалась регентом Англии в его отсутствие, а также не входила в состав королевской курии. Луис Ханикатт полагает, что её отсутствие в публичной политике объясняется как личными склонностями, так и сокращением необходимости в повседневном административном участии членов королевской семьи по мере развития государственного управления при Генрихе I. Элисон Уэйр объясняет этот факт молодостью и неопытностью королевы. Л. Льюис принимает версию, выдвинутую Лаурой Вертхаймер, по которой король был слишком сосредоточен на том, чтобы получить наследника, поэтому отсутствие Аделизы во властных структурах объясняется обстоятельствами, а не её нежеланием участвовать в управлении королевством или отсутствием к ней доверия.
Аделиза имела собственный двор и привезла несколько сотрудников из Лотарингии. Её первый канцлер Годфрид стал в 1123 году епископом Бата. Его камергером стал другой выходец из Нижней Лотарингии — Ротард. Капелланами королевы были Герман, Франко Брюссельский и Симон, который в 1123 году стал канцлером Аделизы вместо Готфрида, а в 1125 году получил епископскую кафедру, став епископом Вустера. Он оставался близким другом королевы вплоть до своей смерти, которая наступила в 1150 году; его имя в качестве свидетеля присутствует на нескольких её хартиях.
В 1129 году Аделиза получила первую зарегистрированную выплату «золота королевы» — 20 из 40 марок, которую выплатила в казну овдовевшая графиня Честерская Люси из Болингброка, чтобы получить право оставаться незамужней в течение последующих 5 лет.
Вместе с Аделизой в Англию перебрались несколько знатных дам. Одна из них, Мелисенда Ретельская, троюродная сестра королевы, дважды выходила в новом королевстве замуж. Её первым мужем был Роберт Мармион из Тамуэрта. Не позже 1141 года Аделиза подарила Мелисенде владения в Стантон-Харкорте и Саут-Ли в Оксфордшире стоимостью в 40 фунтов, пожалованные ей Генрихом I не позже 1130 года. После того как Роберт погиб в 1144 году, Мелисенда вышла замуж за Ричарда де Камвиля, получившего в приданое её владения. Ещё одной землячкой королевы была Юлиана, дочь Готшальха, «мудрая и красивая девушка»; она вышла замуж за нормандца Джорджана д’Оффе, которому Генрих I подарил поместье Нортон-Феррис в Килмингтоне (Сомерсетшир). В отличие от двора её падчерицы, императрицы Матильды, многие её земляки остались в Англии, влившись в англо-нормандское общество. При этом королева сохранила связи как со своей родной семьёй, так и с родным Лувеном, не утратив их даже после смерти Генриха I.
По сохранившимся сведениям, королева была набожной женщиной. По примеру своих предшественниц, она оказывала покровительство разным религиозным обителям, хотя сведений об этом сохранилось немного. Благодаря королеве хронист из Уолтемского аббатства стал каноником. Аделиза переписывалась с Идельбером де Лаварденом, епископом Ле-Мана, который хвалил королеву за усердие в изучении «богословия», а также за преданность монахам аббатства Святого Викентия в Ле-Мане, мирской дочерью которого он её назначил. Она дружила и с некоторыми английскими церковниками. Уильям де Вер, который был епископом Херефорда в 1186—1198 годах, сделал пожертвование в память Генриха I и Аделизы, вспоминая, что, когда он рос при дворе, его «воспитанием» занималась королева. Своим другом Аделиза в одной из своих хартий называла епископа Линкольна Александра, племянника епископа Солсбери Роджера.
Аделиза была покровительницей Редингского аббатства, основанного её мужем 23 июня 1121 года во спасение своей души, а также душ его родителей, брата Руфуса, первой жены и сына. Она засвидетельствовала хартию Генриха I об основании аббатства, а в 1125 году — хартию о передаче ему общинных земель. В нём находилось самое раннее из изготовленных в Англии резных изображений Девы Марии, на основании чего Элисон Уэйр сделала вывод, что король и его семья покровительствовали набирающему в этот период силу культу Девы Марии. Всего известно 13 хартий различным аббатствам, которые засвидетельствовала Аделиза. Единственная хартия, которую она выдала лично в 1126 году в Вудстоке, была о дарении местному монастырю Святой Троицы. Печать, которой пользовалась Аделиза, в настоящее время хранится в Британской библиотеке; она была изготовлена с помощью того же клише, что и печать Маргариты Шотландской.
В 1131 году Аделиза пожертвовала земли, на которых был основан лепрозорий Святого Эгидия для бедных в Фаглстон-Сент-Питере недалеко от Уилтона (Уилтшир). О том, что именно она была основательницей больницы, свидетельствовала надпись над дверью больничной часовни.
Однако главной задачей Аделизы было родить Генриху I наследника. Он стремился как можно чаще находиться рядом с женой и даже (в отличие от первой жены) постоянно брал её с собой, когда отправлялся в Нормандию. Аделиза была с мужем и тогда, когда двор путешествовал по его владениям. В первый раз это произошло в 1122 году. В 1123 году она впервые сопровождала Генриха I в Нормандию. Генри Хантингтонский пишет, что английский король горевал из-за бесплодия королевы. Подобное в те времена часто рассматривалось как знак божественного неудовольствия, но, как считает Элисон Уэйр, возможно, что Генрих I подозревал, что виноват в этом он сам. Нет никаких сведений, чтобы он винил в отсутствии детей жену, но бездетность тревожила и саму Аделизу, о чём она писала в не дошедшем до нашего времени письме Идельберу де Лавардену, ставшему к тому моменту архиепископом Турским, испрашивая у него совета. В ответ она получила слова утешения и призыв направить свои материнские чувства на помощь бедным. Хотя нет причин сомневаться в том, что и Генрих, и Аделиза могли иметь детей, она так и не смогла принести мужу наследника. Однако, поскольку позже от второго мужа королева родила минимум 7 детей, проблемы были именно у короля: в момент заключения брака королю было больше 50 лет и, несмотря на огромное количество незаконнорождённых детей, вероятно, к концу жизни его мужская сила пошла на убыль.
В итоге английский король решил сделать наследницей овдовевшую к тому моменту дочь — императрицу Матильду. Для этого он в 1127 году заставил английскую знать принести клятву, что они признают её своей правительницей, если сам он умрёт, не оставив наследника мужского пола. Аделиза, вероятно, осознавала необходимость завоевать расположение падчерицы. Элисон Уэйр считает, что именно поэтому Филипп де Таон, которому покровительствовала королева, посвятил Матильде свою последнюю поэму — «Жизнь Сибиллы».
В 1133 году Генрих I, который, по-видимому, уже не надеялся, что жена принесёт ему ребёнка, отправился в Нормандию, не взяв её с собой. В Англию он больше не вернулся, умерев 1 декабря 1135 года. Аделиза же всё это время оставалась в Англии.

## Покровительство поэтам и литераторам
Как и Маргарита Шотландская, Аделиза была покровительницей поэтов и литераторов. Англонормандский хронист Жоффруа Гаймар сообщает, что она заказала труверу или трубадуру, которого звали Давид Шотландский, создать на французском языке сказание о деяниях Генриха I, положив его на музыку. Как отмечает Элисон Уйэр, это было первое историческое сочинение, написанное не на латыни. Исторический материал поэту королева предоставила сама. Жоффруа Гаймар, посмеиваясь по поводу невежества Аделизы, написал: «Если бы я решил написать о короле Генрихе, то сообщил бы о тысяче вещей, неведомых трубадуру; ни он об этих вещах не упомянул, ни королева из Лувена о них не знала». Сам хронист ознакомился с этим произведением, когда его покровительница, Констанция Фиц-Гилберт, пожелала снять с рукописи копию, обратившись за этим к Жоффруа и передав ему оригинал. Но до нашего времени ни оригинальная рукопись, ни копия не сохранились.
Некоторые исследователи утверждали, что именно Аделиза, а не её предшественница Матильда Шотландская, заказала перевод поэмы «Плавание святого Берендана». Связано это с тем, что в 3 из 4 сохранившихся рукописных копий упоминается королева Ализ (Аделиза), и только в одном — королева Маго (Матильда). Однако Элисон Уэйр указывает, что автор ссылается в посвящении на хартию, данную в 1100 году по настоянию Матильды, а в трёх списках с посвящением Аделизе никаких подобных хартий не упоминается. Исследовательница полагает, что изначально перевод был сделан для Матильды Шотландской, однако она не исключает, что в дальнейшем автор повторно посвятил его Аделизе.
Около 1125 года Филипп де Таон написал «Бестиарий» — первую «элементарную книгу о животных на простом французском языке», посвятив её королеве Аделизе. В период между XI и XIII веками было создано несколько подобных трудов, основанных на позднеантичном «Физиологе». Посвящение Аделизе сохранилось на самой ранней из дошедших до нашего времени рукописей «Бестиария», датированной второй половиной XII века, а также в документе, созданном около 1300 года. В нём указывается, что королева «обходительна и мудра, отличается хорошим и внушительным поведением». Кроме того, Таон упоминает, что имя «Алис» справедливо означает «хвала Богу» на иврите. Э. Уэйр считает, что, возможно, интерес Аделизы к животным был связан с основанным Генрихом I в Вудстоке зверинцем — первым в Англии зоопарке, в котором содержались дикие звери из заморских стран; среди них были львы, леопарды, рыси, верблюды и дикобраз. Л. Льюис считает наличие посвящения свидетельством того, что королевский патронаж над простонародной литературой являлся ключевым фактором развития элитарных литературных кругов и религиозного благочестия в этот период. Сохранилась ещё одна версия «Бестиария» XIII века, но она посвящена другой английской королеве — Алиеноре Аквитанской.
Кэтлин Томпсон утверждает, что патронаж поэтов и литераторов, который осуществляла Аделиза, даёт самое раннее представление о «социальном и политическом влиянии иностранной королевы на национальную и местную историю». Но, как считает Л. Льюис, королева, в отличие от многих других средневековых женщин, которые нередко становились покровительницами искусства во время вдовства, после смерти Генриха I практически перестала поддерживать литераторов, хотя на её службе в этот период и находился поэт Серло Уилтонский.

## Вдова
После смерти Генриха I английская знать, несмотря на принесённую ранее клятву, признала королём Стефана Блуаского, племянника покойного короля. Овдовевшая Аделиза 4 января 1136 года присутствовала при погребении мужа в Редингском аббатстве. После похорон она, вероятно, отошла от общественной жизни. Её основным местом пребывания, вероятно, стал замок Арундел, бывший центром её богатых владений в Западном Сассексе. Также вдовствующей королеве в этом регионе принадлежали город Чичестер и остров Уайт. Себя она в документах продолжала называть королевой даже после того, как вступила во второй брак. Кроме Арундела ей принадлежало поместье Астон в Хартфордшире, которое она получила, вероятно, в качестве вдовьей доли.
К этому времени Аделиза была крупным землевладельцем. Ещё во время первого брака Аделизе были выделены значительные владения в Оксфордшире, Эссексе, Хартфордшире, Бакингемшире, Бедфордшире, Линкольншире, Беркшире, Глостершире, Лондоне, Суррее, Мидлсексе и Девоне. При этом все земли, которые она не сдавала в аренду, были освобождены от уплаты земельного налога (гельда). Позже Генрих I подарил жене ещё и часть своего поместья Беркли в Глостершире. Некоторые из доставшихся королеве поместий, такие как Куинхит в Лондоне и владения аббатств Баркинг и Уолтем в Эссексе, принадлежали первой жене Генриха, из-за чего последующие супруги английских королей утверждали, что они принадлежат им по праву должности. Самое крупное земельное пожалование, которое ей принадлежало с 1126 года, находилось в Шропшире. В итоге королева имела в своём распоряжении достаточно средств для поддержки своих проектов. Например, владения в Девоне приносили Аделизе более 50 фунтов в год.
Согласно местному преданию, первый год после смерти мужа Аделиза жила неподалёку от основанного ей лепрозория в Фаглстон-Сент-Питере. Поскольку она владела Уилтонским аббатством, Э. Уэйр полагает, что она жила именно в нём. Между 1136 и 1141 годами она пожертвовала Уинчестерскому собору, Ившемскому аббатству, монастырю Осси в Оксфордшире, цистерцианским аббатствам Тинтерн и Уэйверли в Суррее и аббатству Святого Спасителя в Котантене (Нормандия) деньги за упокой души Генриха I, а также передала Редингскому аббатству церкви в Солсбери, Стантон-Харкорте и Беркли-Хернесси в Глостершире.
В годы своего вдовства Аделиза, вероятно, заказала «Псалтирь Шафтсбери» — самую раннюю из дошедших до нашего времени книгу, изготовленную по заказу женщины. Скорее всего, она была создана в Арунделе. Псалтирь богато иллюстрирована. На одном из изображений показана коленопреклонённая женщина — считается, что, возможно, это изображение самой Аделизы.
В конце 1136 года в годовщину своего вдовства Аделиза посетила Редингское аббатство, выдав ему две хартии. По одной она выделяла деньги на проведение ежегодной пышной службы за упокой души её мужа Генриха I, а второй даровала аббатству церковь в Астоне (Хартфордшир). В одной из них сразу после имени Генриха I были указаны имена короля Стефана и его жены, на основании чего Э. Уэйр делает вывод, что Аделиза признала его королём. Кроме того, вдовствующая королева велела ежегодно выплачивать монахам из общины 100 шиллингов для проведения ежегодных служб в годовщину смерти её мужа и 100 шиллингов для поддержания огня в неугасимой лампаде перед гробницей Генриха I. Кроме того, она подарила аббатству земли в Стантон-Харкорте (Оксфордшир).
В поездке Аделизу сопровождал её младший единокровный брат Жоселин, который в этот период перебрался в Англию. Она оказывала ему покровительство, пожаловав поместье и обширные владения в Петуэрте (Сассекс). В документах Жоселин обычно именуется кастеляном Арундела. Вероятно, он поступил к сестре на службу рыцарем, а она назначила его управляющим своим замком, как было принято в Лувене и Брабанте. Позже он женился на Агнес де Перси, дочери и одной из наследниц Уильяма II де Перси, крупного йоркширского барона, унаследовав большую часть владений тестя. Его потомки приняли фамилию Перси.

## Второй брак
Вскоре после 1137 года Аделиза вышла замуж второй раз. Её избранником стал Уильям д’Обиньи (Альбини). Вероятно, они были знакомы ещё при жизни Генриха I, поскольку одноимённый отец её избранника был королевским кравчим с правом прислуживать королю на коронационном банкете. Точная дата брака неизвестна. Возможно, он был заключён в 1138 году. Впервые в качестве мужа Аделизы Уильям упоминается 30 сентября 1139 года. По праву жены он стал феодальным бароном Арундела.
Супруги в основном жили в замке Арундел, хотя и посещали принадлежавшие Уильяму замки Райзинг и Бакингем в Норфолке и охотничий дом в Станстеде (Сассекс). В хронике Уолтемского аббатства утверждается, что после свадьбы Уильям «настолько возгордился, что смотрел свысока на всех, кроме короля, стал высокомерным и непомерно тщеславным, не терпел рядом никого равного себе, и всё особенное в мире, за исключением короля, выглядело никчёмным в его глазах».
Брак оказался достаточно счастливым. Уильям называл жену «бесценной королевой». Во втором браке Аделиза наконец родила детей.
Нуждавшийся в поддержке английской знати, Стефан в это время создал ряд графских титулов. Вскоре после свадьбы, около 1139/1140 года, Уильям д’Обиньи получил титул графа Линкольна. Однако уже около 1141 года он потерял этот титул, поскольку в 1142 году им уже владел Уильям де Румар. В 1141 году муж Аделизы заверил королевскую хартию, используя титул графа Сассекса. Возможно, что он получил его именно в 1141 году, после того как король Стефан был освобождён из плена. Кроме того, в поздних грамотах и в хартии, данной Аделизой не позднее 1150 года Редингскому аббатству, Уильям именуется как «граф Чичестер». Однако гораздо больше он известен с титулом «граф Арундел», именно под ним он указан в сообщении о смерти в анналах Уэйверли.

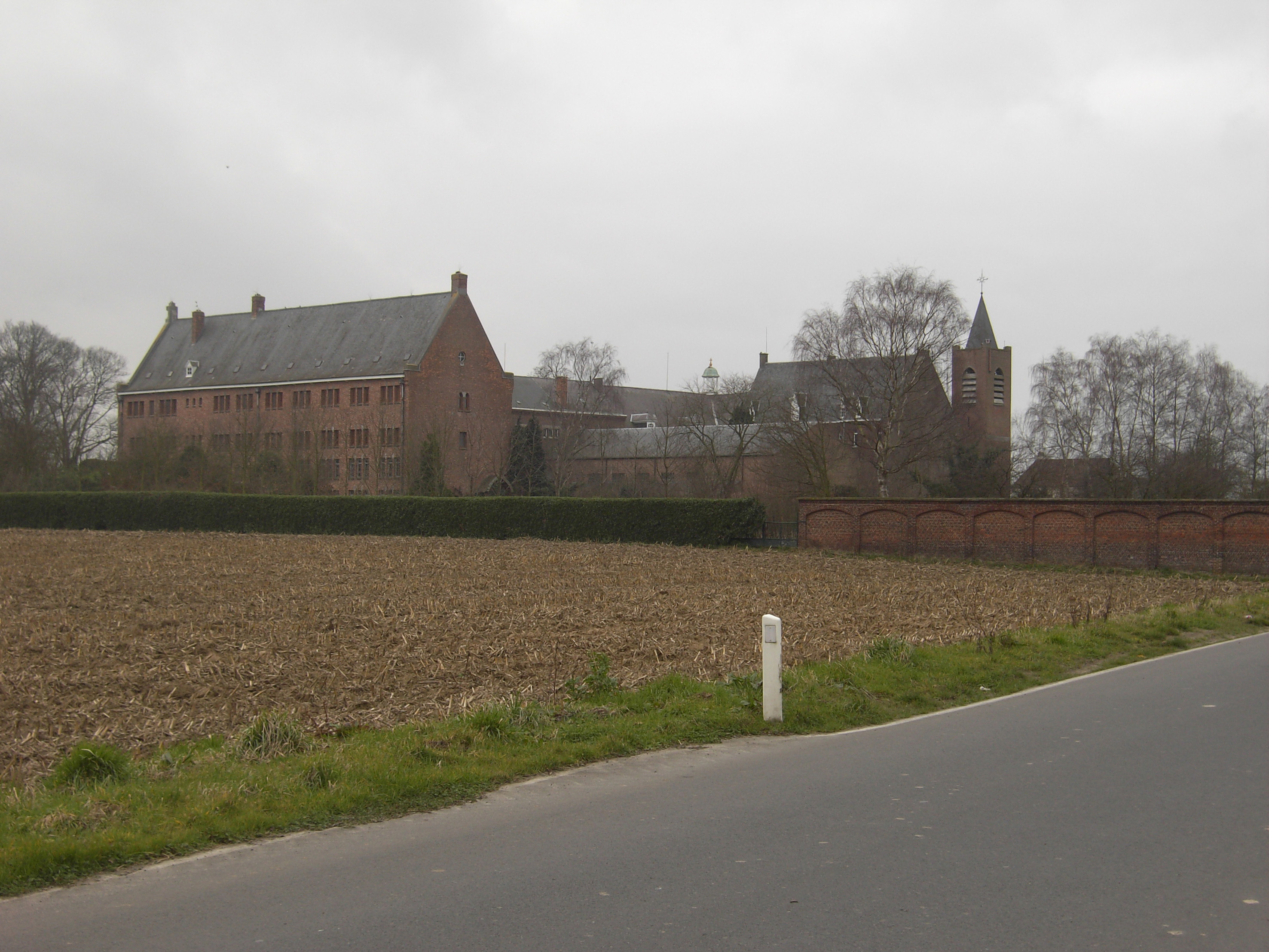
Аффлигемское аббатство, которому покровительствовала Аделиза

В бытность королевой Аделиза не основывала монастырей. После заключения брака Аделиза и Уильям во имя спасения своих душ, а также душ короля Стефана и его жены Матильды основали в поместье Бакингем в Норфолке августинский монастырь Пресвятой Девы Марии и святого Иакова. В 1146 году муж Аделизы передал монастырю старый замок, 80 акров земли, а также леса и луга в Бакингеме. Новый же замок он построил в двух милях от монастыря. Кроме того, Аделиза основала ещё Пинхемский монастырь в Леминстере около Арундела. Делала она пожертвования и Чичестерскому собору, а также монастырю Бокскгроув в Сассексе. В последнем в 1220 году в центральном проёме восточного окна были размещены резные головы, которые изображают Аделизу в короне и Уильяма д’Обиньи.
Одним из объектов жертвования Аделизы в этот период было Аффлигемское аббатство на её родине, расположенное недалеко от Брюсселя. В нём провёл последние годы её отец, герцог Готфрид, бывший покровителем аббатства, который там и умер 25 января 1139 года. Ещё ранее Генрих I даровал аббатству хартию, согласно которой в нём возносились молитвы за его вторую жену, её родителей и сестру Иду, графиню Клеве. Сама Аделиза после смерти отца в 1141 году дала аббатству две хартии: по одной она даровала землю в Сассексе, по другой — три английские деревни.

## Гражданская война
В 1139 году спор за английскую корону между королём Стефаном и императрицей Матильдой, дочерью Генриха I, перерос в открытый военный конфликт. Роберт де Ториньи сообщает, что в 1139 году Уильям д’Обиньи написал императрице Матильде и её единокровному брату Роберту, графу Глостеру, приглашая их в Арундел. Современные исследователи считают маловероятным, что он сделал это под давлением сторонников претендентки на престол. Сам он считался преданным сторонником Стефана, а Аделиза, которая часто писала падчерице в Нормандию, уверяя её в своей преданности, поддерживала хорошие отношения и со Стефаном. При этом Уильям получил от короля, который в 1138 году гостил у них, графский титул. Однако его владения в Нормандии находились в области, где были достаточно активны сторонники Матильды. Кроме того, Стефан незадолго до этого отобрал у Аделизы часть земель, пожалованных ей Генрихом I после свадьбы, в частности, богатое Уолтемское аббатство, передав их своей жене, что вызвало сильное недовольство Уильяма, который всячески пытался вернуть утраченное. На основании этого Э. Уэйр делает вывод, что Аделиза и её муж вполне могли пригласить Матильду в Арундел по собственной инициативе. Хронист Вильям Мальмсберийский сообщает, что Аделиза послала в Нормандию посла, гарантировав падчерице безопасность.
30 сентября императрица Матильда вместе с графом Робертом и анжуйской армией высадилась в Литлгемптоне (Сассекс), откуда добралась до Арундела. Там Роберт оставил сестру и жену под опекой Аделизы, считая, что ей здесь ничего не грозит, а сам с частью армии двинулся в Бристоль.
Э. Уэйр полагает, что Аделиза и Уильям, возможно, надеялись примирить Матильду и Стефана, ожидая, что благодаря этому им вернут Уолтемское аббатство. Однако Стефан, узнав о прибытии претендентки на престол в Арундел, неожиданно появился с армией около замка, осадив его. Существуют противоречивые интерпретации дальнейших действий Аделизы хронистами. Вильям Мальмсберийский обвинил вдовствующую королеву в нарушении своих обещаний по причине «женского непостоянства». Иоанн Вустерский полагал, что Аделиза боялась Стефана, опасаясь лишиться королевского сана, поэтому написала ему письмо, в котором «поклялась, что его враги не приехали в Англию из-за неё», указав, что пустила Матильду в свой замок не как врага короля, а как падчерицу и давнюю подругу. Далее она написала, что, следуя закону гостеприимства и в память о своём супруге, она вынуждена «защищать свою гостью-императрицу, пока она находится под её крышей». Аделиза умоляла короля «по законам вежливости и родственных уз не ставить её в мучительное положение, вынуждая действовать против своей совести». И в конце она просила, чтобы Стефан разрешил покинуть Матильде её замок и воссоединиться с братом Робертом Глостерским.
Стефан не желал выпускать Матильду из Арундела, что, по мнению Э. Уэйр, свидетельствует о том, что влияние вдовствующей королевы на него было невелико, хотя Лаура Вертхаймер полагает, что именно этот статус, возможно, обеспечил Аделизе «авторитет и относительный нейтралитет», что позволило ей относительно безнаказанно принять падчерицу у себя в замке, а затем организовать ей безопасный отъезд. В итоге брат Стефана, Генри, епископ Уинчестерский, уговорил его выпустить императрицу и, заключив временное перемирие, выделить ей охрану для сопровождения в Бристоль, где находился Роберт Глостерский. Хотя Аделиза выдала падчерицу только под условием обеспечения её безопасности, что позволило той сохранить свободу и продолжить борьбу, Матильда посчитала подобное предательством. Только спустя много времени она возобновила отношения с мачехой. Возможно, Матильда примирилась с Аделизой летом 1141 года, когда, став на время единовластной правительницей Англии, наперекор Стефану подтвердила, что Уолтемское аббатство принадлежит вдовствующей королеве как свадебный подарок Генриха I, а также заверила хартию, по которой её мачеха подарила церковь в Стантон-Харкорте Редингскому аббатству.
В дальнейшем Уильям и Аделиза сохраняли верность Стефану.

## Последние годы и смерть

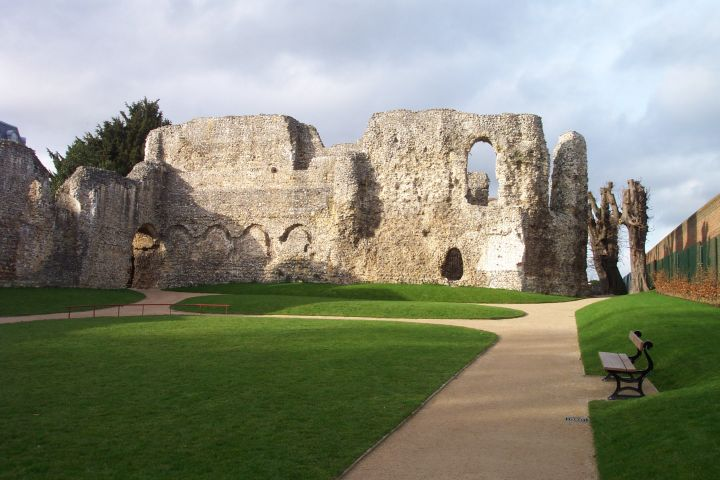
Руины Редингского аббатства, место захоронения Генриха I и, возможно, Аделизы

Ряд исследователей утверждает, что в 1148 году Аделиза покинула Англию и перебралась в город Алст в Брабанте, где стала монахиней в Аффлингемском аббатстве. Однако никаких документальных подтверждений того, что она уехала именно в этом году, не существует. Кроме того, как отмечает Э. Уэйр, монастырь там был мужским. Последняя датированная хартия Аделизы о предоставлении Чичестерскому собору пребенды западного декана относится к 1150 году, поэтому в этот период она находилась в Сассексе. Э. Уэйр считает, что королева могла посетить аббатство после 1149 года, когда монахом в нём стал её брат Генрих. В Англию она так и не вернулась. Аделиза заболела и умерла в Аффлингеме 24, 25 или 26 марта 1151 года, возможно, от родов. В континентальных источниках сообщается, что умерла она 24 марта 1151 года, а в «Поминальных списках Кентербери» — 26 марта. В Англии о смерти вдовствующей королевы сообщила только одна хроника.
Долгое время считалось, что Аделиза была похоронена в часовне больницы Святого Эгидия в Фаглстон-Сент-Питере, но подтверждения этому нет, а сама часовня до нашего времени не сохранилась. В «Анналах Маргама» сообщается, что похоронили королеву 9 апреля в Аффлингемском аббатстве, однако в хартии, данной её братом Жоселином Редингскому аббатству, говорится, что он подарил землю в Петуэрте в память о сестре, когда присутствовал на её похоронах. Э. Уэйр считает, что в Аффлингеме захоронили только сердце и внутренности Аделизы, а её тело доставили в Англию, где и похоронили в Редингском аббатстве. Её изображение в короне и головном покрывале было помещено рядом с изображением первого мужа. Оба портрета не сохранились. В рукописной книге аббатства на полях находится заметка, в которой указано, что тело Аделизы было захоронено в пресвитерии между двумя колоннами на северной стороне хора, а не в усыпальнице Генриха I, поскольку после его смерти она вышла замуж вторично.
В хронике «Continuatio Chronici Afflegemiensis» написано, что после смерти Уильяма д’Обиньи, второго мужа Аделизы, её тело было эксгумировано и перезахоронено в Аффлингеме в гробнице «рядом с часовым механизмом». В плане аббатства, датированном XVIII веком, могила Аделизы указывалась в нефе. Но во время Великой Французской революции в 1796 году аббатство было почти полностью разрушено. Останки Аделизы и её отца были извлечены и перезахоронены на погосте. Когда в 1869 году аббатство было восстановлено, останки были обнаружены в подвалах разрушенной церкви. В современное время в Аффлингемском монастыре установлен надгробный камень, указывающий место упокоения Аделизы и её отца.

## Браки и дети
Первый муж: с 24 января 1121 года. Генрих I (сентябрь 1068 — 1 декабря 1135), король Англии с 1100 года, герцог Нормандии с 1106 года. Брак был бездетным.
Второй муж: 1137/1139 года Уильям д’Обиньи (Альбини) (1100/1109 — 12 октября 1176), феодальный барон Бакингем с 1139 года, феодальный барон Арундел с 1137/1139 года, граф Линкольн около 1139/1140 — около 1141, 1-й граф Сассекс (Арундел) с около 1141 года, главный кравчий Англии.
Количество детей, родившихся во втором браке Аделизы, является предметом споров среди исследователей. Современный ей хронист Роберт де Ториньи в одном месте указывает троих детей, Уильяма, Жоффруа (Годфри) и Аделизу, в другом — четверых. Льюс Ханикатт указывает, до совершеннолетия дожили семеро детей, с этим согласна и Агнес Стрикленд, однако Кэтлин Томпсон считает, что детей было пятеро: трое сыновей, Уильям, Годфри и Ренье, и две дочери, Аделиза и Оливия.
- Уильям д’Обиньи (умер 24 декабря 1193), 2-й граф Арундел с 1176 года[16][32][13][19].
- Ренье (умер после 1200)[16][32][13][19].
- Генрих[16][32].
- Жоффруа (Годфри)[16][32][13][19].
- Аделиза (Алиса) (умерла 11 сентября около 1188); 1-й муж: Жан I (умер 26 июня 1170), граф д’Э и барон Гастингс с 1140 года; 2-й муж: Альвред де Сен-Мартен (умер после 29 ноября 1189)[16][32][13][19].

Кроме того, согласно недатированной хартии, которую Уильям дал монастырю Бокскгроув для поминовения души, указываются имена ещё двух его дочерей:
- Оливия (умерла ребёнком)[13][19];
- Агата (умерла ребёнком)[32][К 9].

Возможно, что во втором браке Аделиза родила ещё одну дочь:
- Агнесса (1139/1140 — ?); муж: Радульф Фитц-Саварик (умер до 1157)[32][К 10].

Потомки Аделизы, носившие титул графов Арундел, играли значительную роль в Западном Сассексе вплоть до середины XIII века. Её потомками также были герцоги Норфолк и две королевы Англии XVI века — Анна Болейн и Екатерина Говард.

## Образ в искусстве
Аделиза Лувенская, наряду со своей падчерицей, императрицей Матильдой, является одной из героинь романа современной британской писательницы Элизабет Чедвик «Хозяйка Англии» (англ. Lady of the English, 2011). Как отмечает исследовательница Кэтрин Уэйкерт, персонаж Матильды пропитан третьей волной феминизма. Её мачеха Аделиза в романе — самая важная женщина в её жизни, отношениями с которой принцесса очень дорожит. Как указывает Кэтрин Уэйкерт, именно отношения между мачехой и падчерицей являются самыми важными в романе. После возвращения из Германии Матильда отмечает, что Аделиза гораздо мягче и заботливее, чем её родная мать. Их привязанность друг к другу основана не только на родстве, но и на дружбе. Мачеха часто заступается за падчерицу и перед первым мужем, королём Генрихом I, и перед вторым, стойким сторонником короля Стефана, не боясь подвергнуть себя опасности. Уэйкерт считает, что отношения Аделизы и Матильды в романе выходят за рамки стереотипных отношений между матерью и дочерью, иногда они больше похожи на взаимоотношения сестёр. Это иногда мешает принятию другими важных политических решений. Так второй муж Аделизы предпочитает уважать отношения между ней и Матильдой, когда та прибыла к ним в Арундел, вопреки своему политическому союзу со Стефаном. В этом случае эмоциональные аспекты становятся важнее политически целесообразной выдачи Стефану его противницы.
В романе Чедвик показано и сексуальное поведение и Аделизы, и Матильды, при этом их отношения с супругами складываются по-разному. Если Матильда с точки зрения современных представлений испытывает в плотской любви «нездоровое» сексуальное удовольствие, то у её мачехи другой подход к изучению своей сексуальности. Во время первого брака Аделиза не испытывает удовольствия от полового акта, для неё секс — это средство достижения своей цели, которая заключается в рождении королю наследника. Свою неудачу в зачатии ребёнка она считает карой Божьей. Когда Матильда присылает ей письмо, сообщая о своей беременности, Аделиза очень радуется за падчерицу, несмотря на то, что это является напоминанием о её собственной неспособности родить королю наследника. Однако всё меняется после того, как королева выходит замуж второй раз за Уильяма д’Обиньи. Во время брачной ночи с ним она впервые в жизни испытывает оргазм. В результате «Могучий Ванг» мужа «возвращает героине оргазм или способность к зачатию, а может и то, и другое». Аделиза практически сразу забеременела. Радость материнства для неё настолько велика, что она настаивает на том, чтобы самой кормить первого ребёнка грудью, что нарушало средневековые социальные нормы, по крайней мере до воцерковления. Рождённый ребёнок, по словам Аделизы, важнее для неё, чем любая корона, а её способность быть матерью превыше прежних стремлений стать королевой. При этом вдовствующая королева верит, что может стать примером для Матильды, которая очень несчастлива в браке. В дальнейшем Аделиза воплощает в себе то представление о полностью реализовавшей себя женщине, которое было распространено в Средние века: у неё есть любящие дети, богатство, влияние, любящий муж, который даже строит для неё в замке отдельные туалеты, чтобы не забрызгать сидение, а также активная и приятная сексуальная жизнь. В конце романа вдовствующая королева приносит высшую жертву ради своих детей: страдая от неизвестной изнуряющей болезни, она решает удалиться в аббатство Аффлингем, чтобы они не видели, как их мать постепенно умирает. По мнению К. Уэйкерт, в романе Чедвик Аделиза предстаёт как мать, подобная Мадонне — как в том, что она жертвует всем ради детей, так и в том, что она относится к своей падчерице Матильде как к дочери. Таким образом она представляет собой образ идеальной средневековой матери. Этим её подход к материнству отличается от Матильды, которая всячески пытается предотвратить зачатие во втором браке, а после того, как всё же родила сына, думает о материнстве как о поле битвы.